# پرودیگیوزین
پرودیگیوزین (به انگلیسی: Prodigiosin) با فرمول شیمیایی C۲۰H۲۵N۳O یک ترکیب شیمیایی با شناسه پاب‌کم ۵۳۵۱۱۶۹ است. که جرم مولی آن ۳۲۳٫۴۳۲ g/mol می‌باشد. 